# Doderer (Adelsgeschlecht)

Wappen derer von Doderer

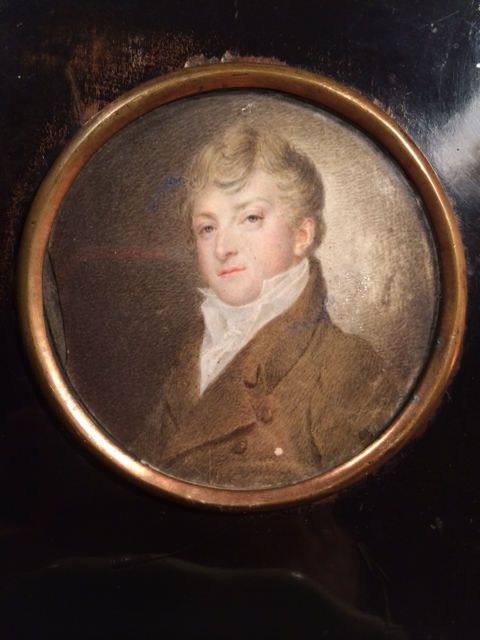
Porträt von Gottlieb Doderer (1782–1836), Vater von Carl Wilhelm Ritter von Doderer

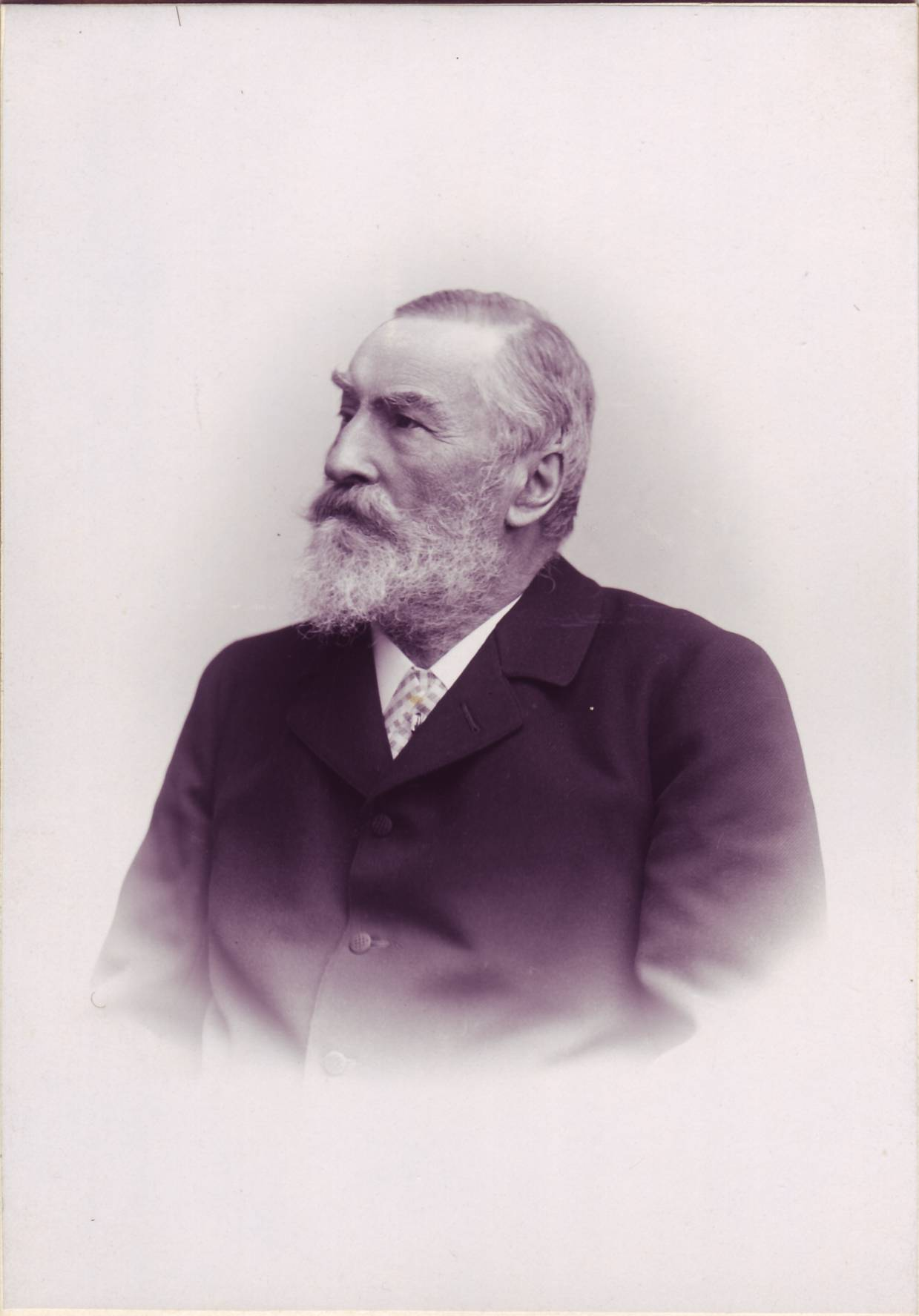
Carl Wilhelm Doderer, seit 1877 Ritter von Doderer (1825–1900)

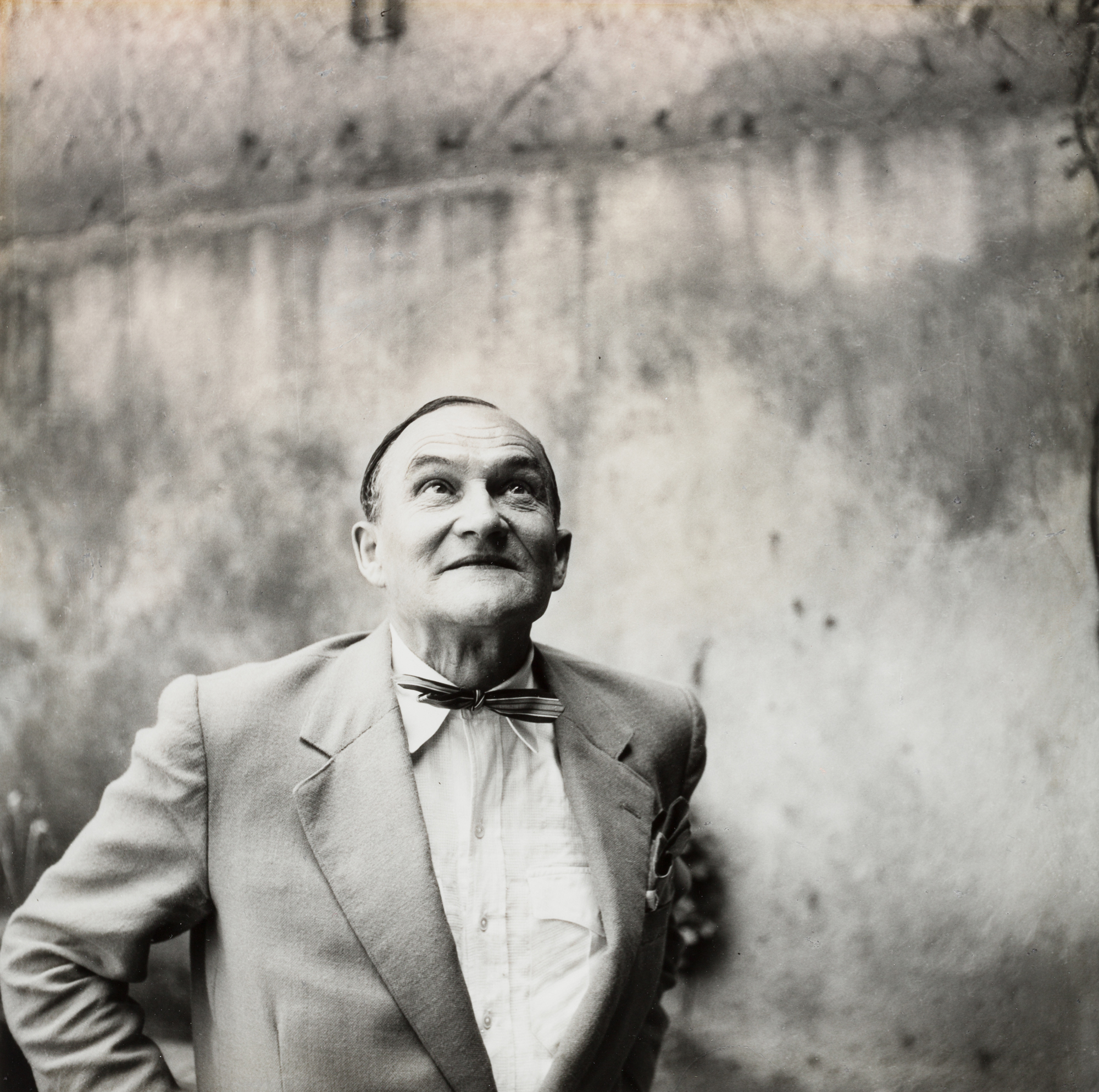
Heimito von Doderer 1959, Aufnahme von Barbara Niggl Radloff

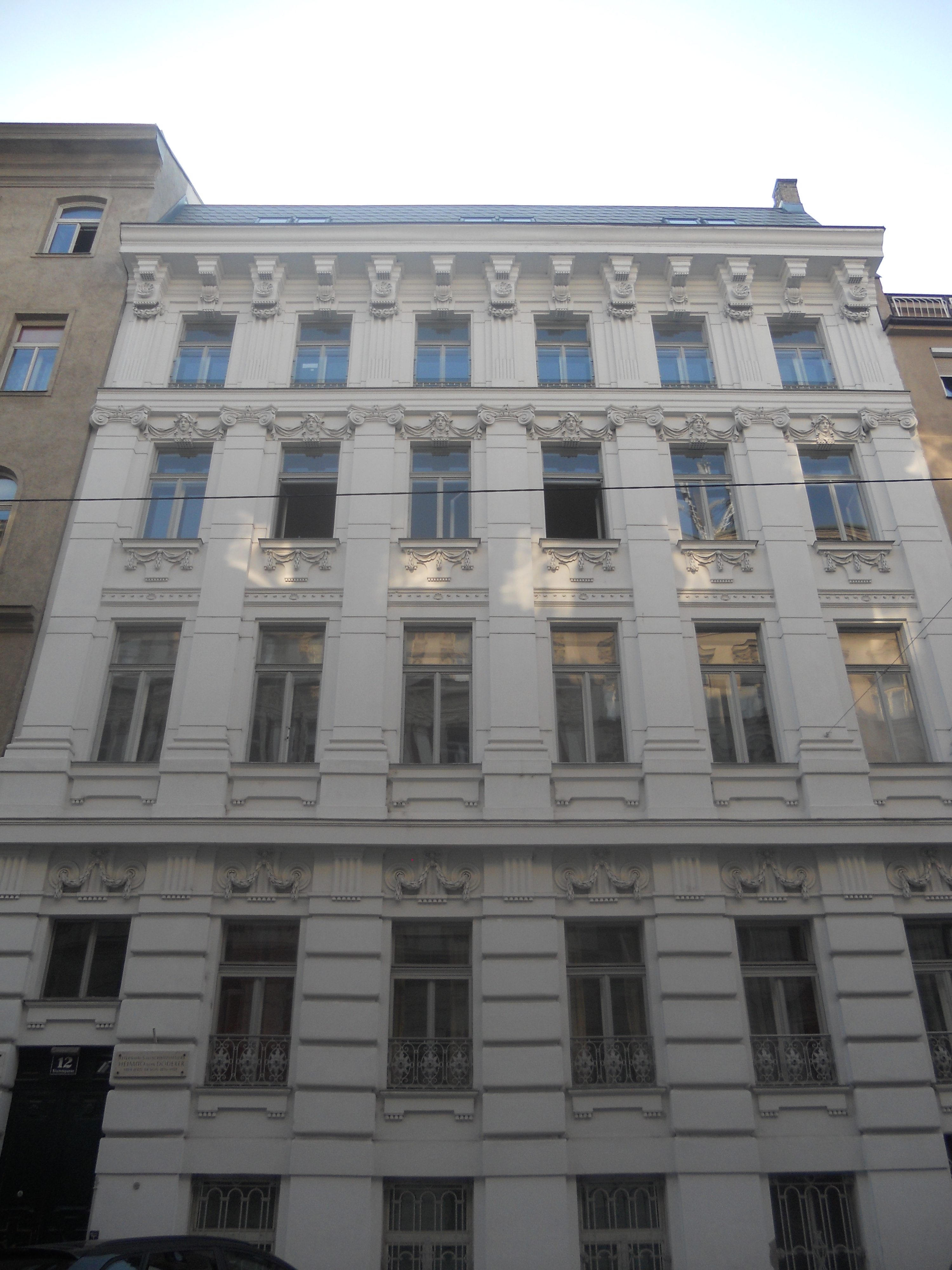
Stadthaus der Familie von Doderer in der Stammgasse 12, 1030 Wien

Doderer ist der Name einer aus Württemberg stammenden österreichischen Familie, die 1877 mit dem Architekturprofessor Carl Wilhelm Doderer (1825–1900) in den österreichischen Adels- und Ritterstand erhoben wurde.

## Herkunft der Familie
Aus dem Murrtal (Württemberg) stammend, beginnt die direkte Stammreihe der Familie mit „Peter Doder“, Freibauer in Sechselberg. Dessen Sohn, mit Namen ganz ähnlich „Peter Doderer“, lebte im Weiler Göckelhof bei Mettelbach, und heiratete am 3. Mai 1590 in Murrhardt. Dann folgten weitere fünf Generationen von Bauern auf dem Weidenhof bei Weidenbach, die alle Töchter aus Bauernfamilien heirateten.
Der letzte von diesen war nebenher schon Zimmermann und zog, um sein Handwerk auszuüben, nach Waltersberg. Sein Sohn Gottlieb (1782–1832) zog weiter nach Heilbronn, wurde dort Bürger, Zimmermann und Mühlenbaumeister und heiratete Luise Diruf (1790–1846), die Tochter eines anderen Heilbronner Bürgers, der Fleischermeister war. Aus dieser Ehe ging 1825 als zweiter Sohn Carl Wilhelm Doderer hervor. Dieser übersiedelte 1851 nach Wien und machte dort in den folgenden Jahren Karriere als Architekt und Professor. Mitglieder der Familie von Doderer leben heute in Österreich und Deutschland.
Ein Bruder von Carl Wilhelm Christian von Doderer, Carl Gottlieb Doderer (1826–1893), blieb in Heilbronn. Dieser war dort Stadtrat, Bäckermeister und 1888 Mitbegründer der Württembergisches Portland Cement-Werk zu Lauffen am Neckar AG (heute ZEAG Energie AG).

## Adelserhebung
Carl Wilhelm Doderer (1825–1900), österreichischer Architekt und Professor für „Hochbau und Architektur“ an dem Polytechnischen Institut Wien (seit 1872 Technische Hochschule Wien) wurde 1877 durch Kaiser Franz Joseph I. mit dem Orden der Eisernen Krone III. Klasse ausgezeichnet und aufgrund der Ordensstatuten am 4. Februar 1877 in den erblichen österreichischen Adels- und Ritterstand erhoben.

## Wappen
Die Blasonierung des anlässlich der Erhebung in den Adels- und Ritterstand am 4. Februar 1877 verliehenen Wappens lautet: Auf dem Wappenschild unten ein goldener, von vier blauen Balken durchzogener Schildfuß. Darüber auf blauem Grund ein mit einem goldenen Stern bestücktes goldenes korinthisches Säulenkapitell mit schmalem Säulensaum. Über dem Wappenschild zwei Helme mit blau-goldenen Decken, auf dem rechten eine von zwei goldenen Eichenzweigen umkränzte, mit einem goldenen Stern bestückte goldene korinthische Säule mit Kapitell, auf dem linken ein vorn von vier blauen Balken durchzogener goldener, hinten blau geschlossener Adlerflug.

## Stammliste
- Peter Doder, Freibauer in Sechselberg, ⚭ ...
  - Peter Doderer (Doder, 1560–?), Freibauer auf dem Göckelhof bei Mettelbach ⚭ in dritter Ehe mit Katharina ...
    - Hans Doderer (1610–1682), Freibauer ⚭ Catharina Müller (1605–1671)
      - Wilhelm Doderer (1642–1687), Freibauer ⚭ Barbara Wahl (1650–1706)
        - Jakob Doderer (1677–1714), Freibauer ⚭ Dorothea Wurst (1678–1752)
          - Johann Georg Doderer (1711–1775), Freibauer ⚭ Anna Maria Hudelmayer (1714–1783)
            - Christian Doderer (1753–1814), Freibauer und Zimmermann in Waltersberg ⚭ Juditha Eisenmann (1756–1831)
              - Gottlieb Doderer (1782–1836), Heilbronner Bürger, Zimmermann und Mühlenbaumeister ⚭ Bernhardine Luise Dorothea Diruf (Dyruf) (1790–1846)
                - Carl Wilhelm Doderer, seit 1877 Ritter von Doderer (1825–1900), österreichischer Architekt und Hochschullehrer ⚭ Maria von Greisinger (1835–1914), Tochter des Professors und Mathematikers Gustav Adolf von Greisinger (1793–1868)
                  - Wilhelm Carl Gustav Ritter von Doderer (1854–1932), österreichischer Architekt, Ingenieur und Bauunternehmer ⚭ Louise Wilhelmine ("Willy") von Hügel (1862–1946), Tochter des Bauunternehmers Heinrich (ab 1875: von) Hügel (1828–1899), und hatte Nachkommen - siehe unten!
                  - Richard Gottlieb Wilhelm Ritter von Doderer, österreichischer Ingenieur und Industrieller (1876–1955) ⚭ Bertha Michel (1880–1957), Tochter des österreichischen Architekten und Professors an der Staatsgewerbeschule Wien Hyazinth Michel (1846–1904), und hatte Nachkommen - siehe unten!

                - Carl Gottlieb Doderer (1826–1893), Heilbronner Stadtrat, Bäckermeister und 1888 Mitbegründer der Württembergisches Portland Cement-Werk zu Lauffen am Neckar AG (heute ZEAG Energie AG) ⚭ Lisette Reichert (1835–1901), und hatte Nachkommen - siehe unten!

Nachkommen von Wilhelm Carl Gustav Ritter von Doderer (1854–1932) ⚭ Louise Wilhelmine ("Willy") von Hügel (1862–1946):
- Maria Louise Wilhelmine Ilse von Doderer (1882–1979) ⚭ August Mayer (1872–1957)
- Almuth Charlotte von Doderer (1884–1978) ⚭ Richard Martinek (1884–1956) ⚭ Anton Wehofer (1882–1955)
- Wilhelm ("Immo") Heinrich Ritter von Doderer (1886–1975) ⚭ Irene Fillunger (1898–1984)

- Wilhelm ("Helmo") Gustav Erich Ritter von Doderer (1918–?) ⚭ Maria Sommerauer (1938–?)

- Andrea Maria Doderer (* 1962)
- Margaretha Doderer (* 1966)
- Elisabeth Doderer (* 1967)
- Johanna Doderer (* 1969), österreichische Komponistin
- Imogena Doderer (* 1975), österreichische Journalistin beim ORF und Filmemacherin

- Helga Elly Sophie von Doderer (1887–1927) ⚭ Ernst Hauer (1892–1956)
- Astri Heini Lucie von Doderer (1893–1989) ⚭ Hans Stummer von Traunfels (1881–1972)
- Heimito Ritter von Doderer (1896–1966), österreichischer Schriftsteller ⚭ Auguste Leopoldine ("Gusti") Hasterlik (1896–1984), ⚭ Maria Emma Thoma (1896–1984)

Nachkommen von Richard Gottlieb Wilhelm Ritter von Doderer (1876–1955) ⚭ Bertha Michel (1880–1957):
- Herbert Richard Wilhelm Hyacinth Ritter von Doderer (1903–1973) ⚭ Marion Luise Axela Hanna Henriette Katharina Alice von Buchwaldt (1910–2007)
- Wilhelma Bertha Maria Hyacintha von Doderer (1906–1981) ⚭ Dr. jur. Georg Veranneman van Watervliet (1898–1970)
- Dr. Ing. Peter Franz Karl Ritter von Doderer (1909–1997) ⚭ Dr. phil. Christiane Freiin von Ringhoffer (1918–?), Tochter des österreichischen Freiherren Alfred von Ringhoffer (1880–1938), Besitzer der Herrschaft Plan und Gottschau
- Richard Wilhelm Gottlieb Ritter von Doderer (1919–2000) ⚭ Leonore Trunner (1919–?)

Nachkommen von Carl Gottlieb Doderer (1826–1893) ⚭ Lisette Reichert (1835–1901):
- Wilhelm Gottlieb Doderer (1859–1931), königlich-württembergischer Amtsgerichtsdirektor ⚭ Alwine Hamm (1869–1942)

- Wilhelm Doderer (1895–1975), Diplom-Ingenieur, Betriebsleiter der Portland-Zement Blaubeuren Gebrüder Spohn AG ⚭ Anna Pauline Winkler (1900–1992), Tochter des Unternehmers Alfred Winkler (1872–1945)

- Alfred Doderer-Winkler (1929–2019), Dr.-Ing., Geschäftsführer und persönlich haftender Gesellschafter der Firma Winkler & Dünnebier von 1972 bis 1996, Träger des Verdienstkreuzes am Bande und des Verdienstkreuzes 1. Klasse des Verdienstordens der Bundesrepublik Deutschland